# HD 10052
HD 10052，又名CP-58 126，SAO 232477、HR 468，是一颗恒星，视星等为6.18，位于銀經291.74，銀緯-57.86，其B1900.0坐标为赤經1h 33m 4.9s，赤緯-58° -57.86′ 51″。